# Epermenia illigerella
Epermenia illigerella là một loài bướm đêm thuộc họ Epermeniidae. Nó được tìm thấy ở hầu hết châu Âu, ngoại trừ bán đảo Iberia và miền tây và khu vực miền nam của bán đảo Balkan.
Sải cánh dài 12–13 mm.
Ấu trùng ăn Aegopodium podagrariae.

## Hình ảnh

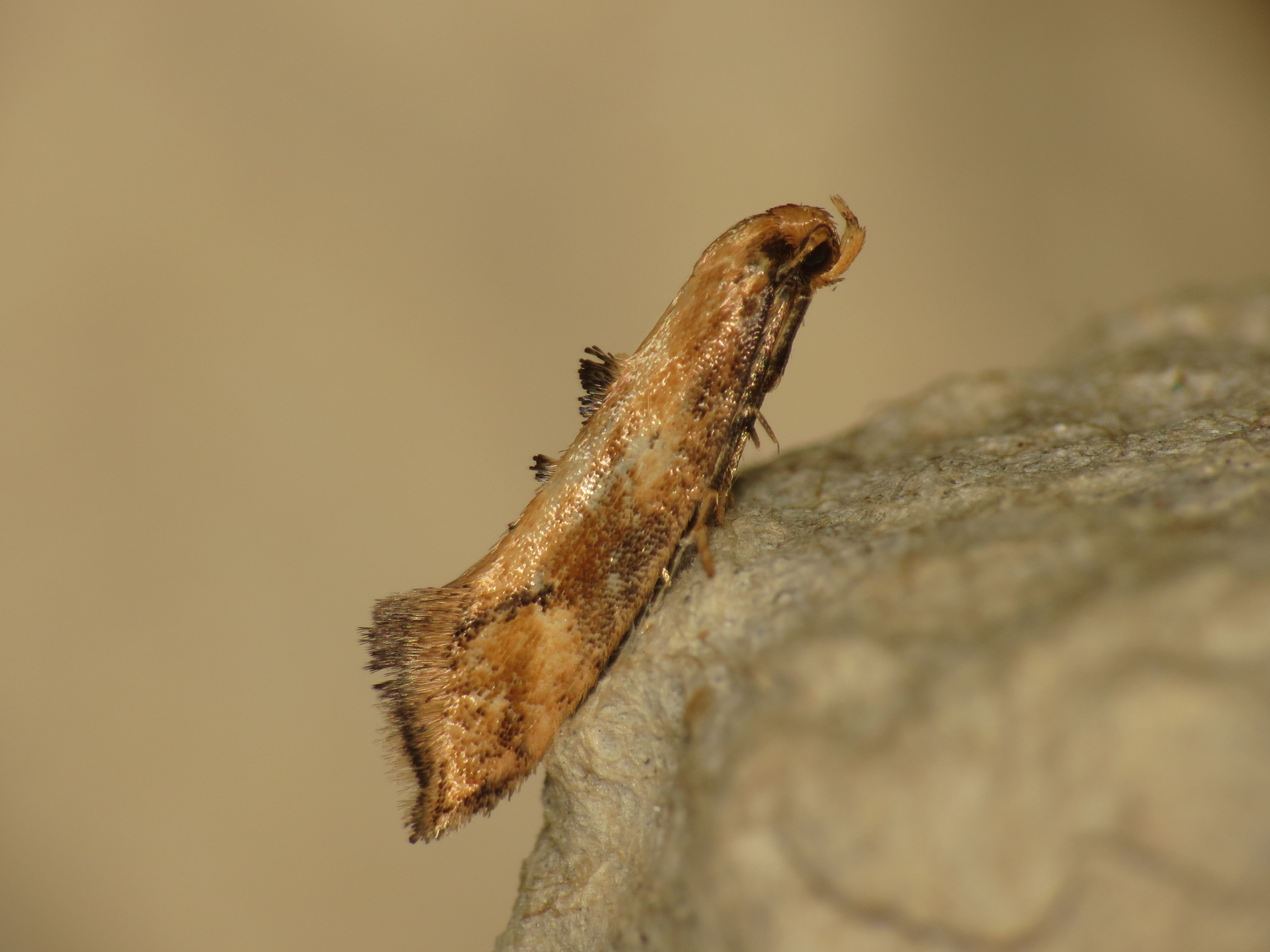
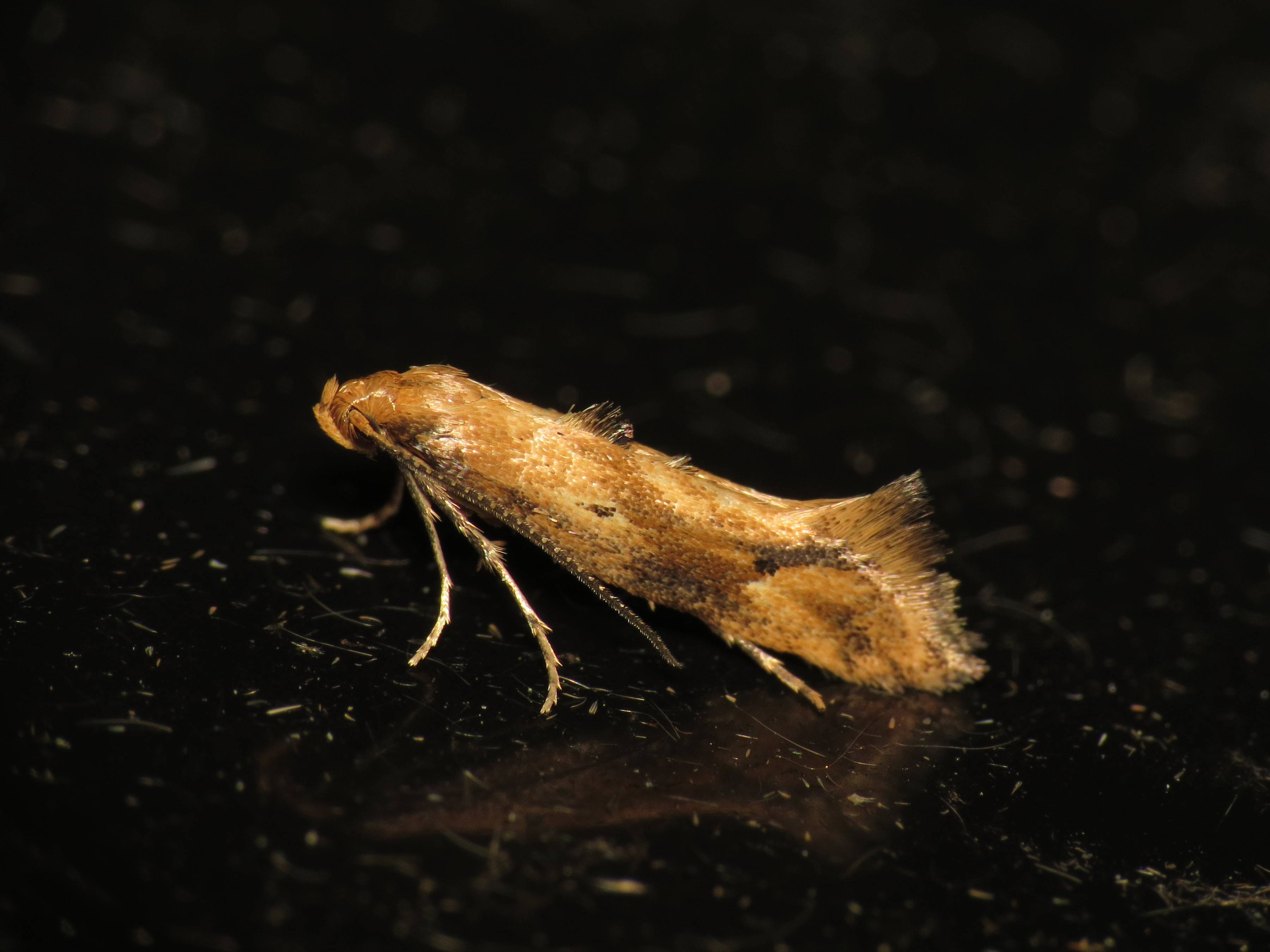
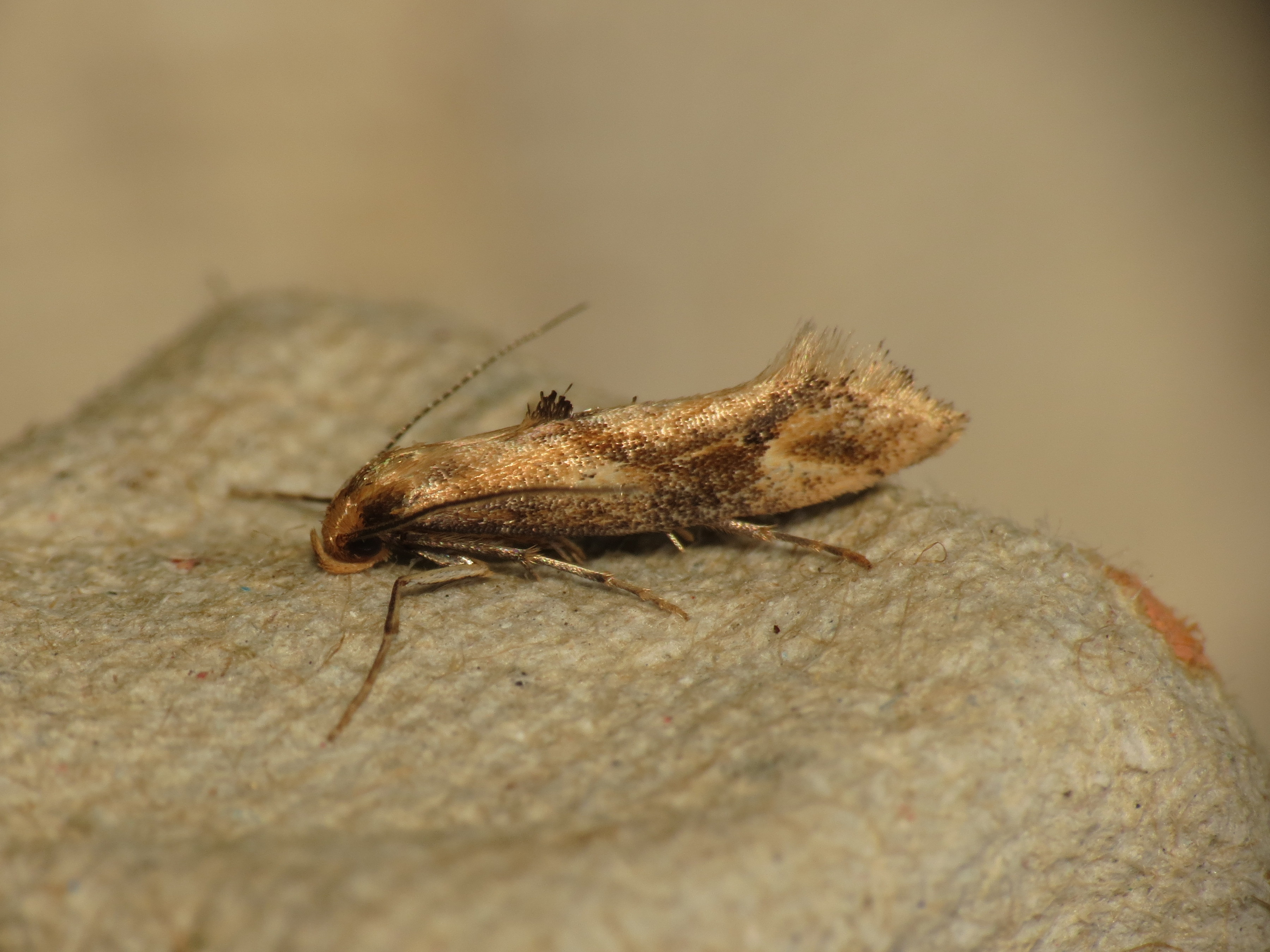
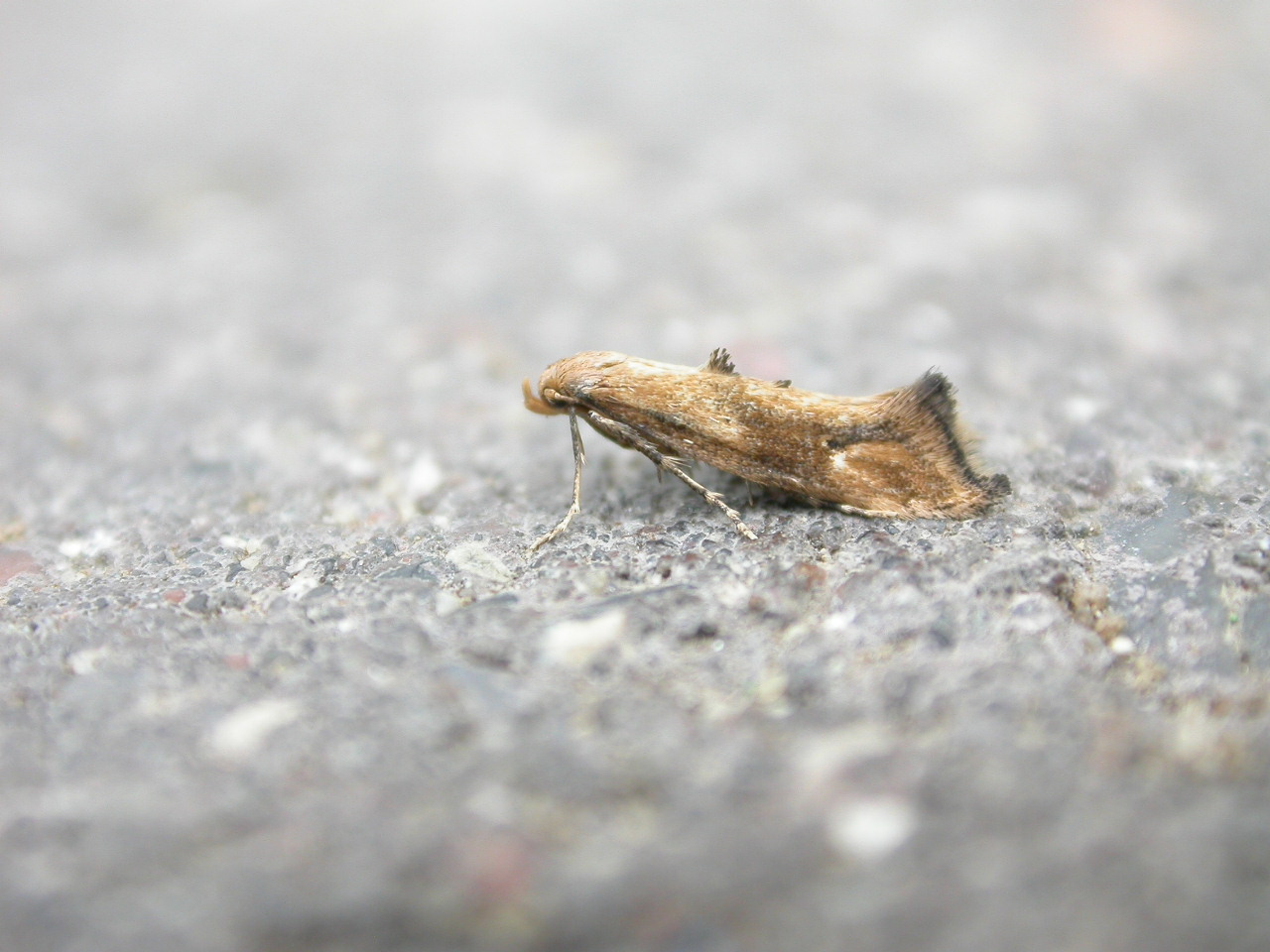